# Équipe d'Écosse des moins de 17 ans de football
Maillots
L'équipe d'Écosse de football des moins de 17 ans est constituée par une sélection des meilleurs joueurs écossais de moins de 17 ans sous l'égide de la Fédération d'Écosse de football.

## Parcours

### Parcours en Championnat d'Europe
| - 1982 : Non qualifiée - 1984 : Non qualifiée - 1985 : Non qualifiée - 1986 : 1er tour - 1987 : 1er tour - 1988 : Non qualifiée - 1989 : 1er tour - 1990 : 1er tour - 1991 : Non qualifiée - 1992 : 1er tour - 1993 : Non qualifiée - 1994 : Non qualifiée - 1995 : 1er tour - 1996 : Non qualifiée - 1997 : Non qualifiée - 1998 : 1er tour - 1999 : Non qualifiée - 2000 : Non qualifiée - 2001 : 1er tour - 2002 : Non qualifiée - 2003 : Non qualifiée |  | - 2004 : Non qualifiée - 2005 : Non qualifiée - 2006 : Non qualifiée - 2007 : Non qualifiée - 2008 : 1er tour - 2009 : Non qualifiée - 2010 : Non qualifiée - 2011 : Non qualifiée - 2012 : Non qualifiée - 2013 : Non qualifiée - 2014 : Demi-finale - 2015 : 1er tour - 2016 : 1er tour - 2017 : 1er tour - 2018 : Non qualifiée - 2019 : Non qualifiée - 2020 - 2021 : Éditions annulées - 2022 : 1er tour - 2023 : 1er tour |

### Parcours en Coupe du monde
| - 1985 : Non qualifiée - 1987 : Non qualifiée - 1989 : Finaliste - 1991 : Non inscrite - 1993 : Non qualifiée - 1995 : Non qualifiée - 1997 : Non qualifiée - 1999 : Non qualifiée - 2001 : Non qualifiée - 2003 : Non qualifiée |  | - 2005 : Non qualifiée - 2007 : Non qualifiée - 2009 : Non qualifiée - 2011 : Non qualifiée - 2013 : Non qualifiée - 2015 : Non qualifiée - 2017 : Non qualifiée - 2019 : Non qualifiée - 2023 : Non qualifieé |

## Anciens joueurs
- Gary Bollan
- Jack Lindsay
- Brian O'Neil